# Santa Cruz de Tenerife
Santa Cruz de Tenerife è un comune spagnolo di 208 688 abitanti (2022), città principale dell'isola di Tenerife e capoluogo della provincia omonima. Insieme con Las Palmas de Gran Canaria è capoluogo della comunità autonoma canaria ed ospita la sede del parlamento locale. È la seconda città più popolata delle Isole Canarie.
Tra il 1833 e il 1927 Santa Cruz de Tenerife è stata l'unica capitale delle Canarie; da tale anno condivide il ruolo con Las Palmas de Gran Canaria. La città si trova vicino alla città di San Cristóbal de La Laguna, con la quale forma la seconda più grande area urbana nelle Canarie (400 000 abitanti). Si evidenziano anche i diversi stili d'architettura presenti, in particolare l'Auditorio di Tenerife di Santiago Calatrava, che è considerato uno dei massimi esponenti dell'architettura contemporanea.
Nel 2012, il quotidiano britannico The Guardian ha inserito Santa Cruz de Tenerife nella lista dei cinque migliori posti al mondo dove vivere. La lista includeva anche la costa nord di Maui nelle Hawaii, il quartiere di Sankt Pauli ad Amburgo, il quartiere di Cihangir ad Istanbul e la città statunitense di Portland, nell'Oregon. Per la sua importanza geostrategica, la città è stata definita come una città globale, l'unica delle Isole Canarie in questa posizione e una delle poche in Spagna. Tra le altre istituzioni presenti in città, va messa in evidenza la sede dell'UNESCO alle Isole Canarie.

## Storia
La zona sulla quale attualmente si trova la città di Santa Cruz de Tenerife è stata abitata dall'uomo sin dall'epoca dei Guanci, approssimativamente 2 000 anni fa, come testimoniano i giacimenti archeologici e la celebre mummia di San Andrés.
Santa Cruz de Tenerife occupa il territorio chiamato Añazo dai Guanci, la popolazione autoctona delle isole, dove sbarcò Fernández di Lugo e piantò una croce che diede il nome alla città nel 1494. Questa croce è tuttora conservata nella Iglesia Matriz de la Concepción e viene condotta in processione il giorno della Croce (3 maggio).
Nel corso del XVI secolo, la crescita economica ha reso la città un importante porto commerciale e di transito sulla strada per le Americhe, che è stato rafforzato dal commercio con l'Inghilterra. Gli inglesi volevano quindi appropriarsi dell'isola. Eseguirono, sotto il comando degli ammiragli Blake, Jennings e Nelson tre massicci attacchi senza successo contro Tenerife tra il 1657 e il 1797.
Tra il 1833 e il 1927 è stata la sola capitale della provincia delle Isole Canarie. Nel 1893 un focolaio di colera si diffuse in tutta la città e nei comuni limitrofi. La malattia fu causata da una nave italiana di ritorno dal Brasile. Ci furono 382 morti.
Nel 1927, durante la dittatura del generale Miguel Primo de Rivera, il territorio è stato diviso in due province: Las Palmas e Santa Cruz de Tenerife. Da qui, il ruolo di capitale dell'arcipelago fu condiviso tra le città capoluogo di Santa Cruz de Tenerife e Las Palmas de Gran Canaria, situazione che permane ancora al tempo presente.

## Monumenti e luoghi d'interesse
- Auditorio di Tenerife: è stato progettato dall'architetto Santiago Calatrava. Si trova sul viale della Costituzione; è il simbolo architettonico della città. La costruzione iniziò nel 1997 ed è stata terminata nel 2003. È stato inaugurato il 26 settembre dello stesso anno con la presenza di Felipe di Borbone. È uno degli edifici più importanti di architettura contemporanea spagnola.
- Torres de Santa Cruz: essi sono i più alti edifici della città e delle isole Canarie, con 120 metri di altezza. Fino al 2010 erano anche i più alti edifici residenziali in Spagna; sono anche le più alte torri gemelle in Spagna.
- Iglesia Matriz de la Concepción: è la chiesa più importante della città, ed è soprannominata la "Cattedrale di Santa Cruz de Tenerife", ma in realtà non è sede di cattedra vescovile; la cattedrale di Tenerife è la Cattedrale di San Cristóbal de La Laguna.
- Chiesa di San Francesco d'Assisi: questo tempio, in origine parte di un convento francescano, è la seconda chiesa più importante della città di Santa Cruz de Tenerife, dopo la Chiesa della Concezione. Vi si trova l'immagine del Signore delle Tribolazioni, che è invocato come protettore della città e a cui è attribuito titolo di Signore di Santa Cruz.
- Museo de la Naturaleza y el Hombre: è considerato come il più importante museo di Macaronesia. Attualmente il museo riunisce resti archeologici della preistoria tanto di Tenerife come del resto dell'arcipelago canario. Sono notevoli soprattutto la collezione di mummie guance e del mondo funerario aborigeno.
- Plaza de España: è la piazza centrale di Santa Cruz de Tenerife, sede del potere civile con il Palacio del Cabildo de Tenerife e cuore della vita sociale della città. È la piazza più grande delle Isole Canarie ed è stata costruita nel 1929 sul luogo del Castillo de San Cristóbal, lo storico castello che era stato eretto per difendere l'isola dai pirati.
- Parque García Sanabria: è stato aperto nel 1926 e si distingue per la sua specie vegetali e per la sua grande collezione di sculture. È il parco urbano più grande delle Isole Canarie.
- Chiesa di San Giuseppe: possiede un grande patrimonio bibliografico. Vi si trovano diversi volumi di fine del Settecento e inizio dell'Ottocento, pubblicati in latino.
- Chiesa di Nostra Signora del Pilar: vi è conservata l'immagine della Madonna delle Angustie (Virgen de las Angustias) popolarmente chiamata "vergine repubblicana", perché era l'unica processione tenuta dopo la proclamazione della repubblica nel 1931, pur essendo le processioni formalmente vietate. Oggi la Vergine delle Angustie è portata in processione il Venerdì Santo ed è venerata in tutta la città.
- Tempio massonico di Santa Cruz de Tenerife: che è considerato il miglior esempio di tempio massonico in Spagna[9], ed è stato di fatto il più grande centro massonico di Spagna fino all'occupazione da parte dei militari del regime di Franco[10].
- Villa Martí Dehesa: ex sede del governo delle Canarie, è considerato come il più importante esempio di architettura modernista canaria.
- Il Guerriero di Goslar: scultura dell'artista britannico Henry Moore situata nella Rambla di Tenerife.
- Edificio Olympo: grattacielo più alto della città.

## Geografia fisica

### Territorio
Il municipio di Santa Cruz è situato nel nord-est dell'isola, limitato dal municipio di San Cristóbal de La Laguna e di El Rosario. La città si trova incastonata tra la baia omonima di Santa Cruz e il massiccio di Anaga prendendosi tutta la punta nord-est dell'isola.
L'estensione del municipio di Santa Cruz è di 150,56 km², occupando il quarto posto per superficie tanto dell'isola come della provincia.
L'altitudine del centro storico della città e di 4 metri di media sopra il livello del mare, arrivando alla sua altitudine massima di 1 020 metri sopra il livello del mare a Cruz de Taborno.
Il municipio di Santa Cruz presenta una totalità di 58 km di costa.

### Clima
Il clima è arido (poco più di 200 mm di precipitazione) e mite per tutto l'anno, moderato dagli alisei. La variazione di temperatura è di piccola entità da una stagione all'altra. La maggior parte della pioggia cade tra novembre e marzo. In inverno le temperature oscillano tra 16-17 °C di minima e 21-22 °C di massima, in estate tra i 22-23 °C di minima e i 28-29 °C di massima. Nel 2007, Santa Cruz era la città più calda in Spagna, con 21,6 gradi di media tutto l'anno, secondo i dati a disposizione dell'Ente Nazionale di Statistica.

## Economia
Santa Cruz de Tenerife ha la più alta concentrazione di negozi delle Isole Canarie. La città ha industrie chimiche, tra cui la più antica raffineria di petrolio in Spagna, in funzione dal 1930.
Il suo grande porto commerciale e turistico consente l'ormeggio simultaneo di cinque grandi navi da crociera, oltre a numerose navi mercantili.

## Società

### Evoluzione demografica

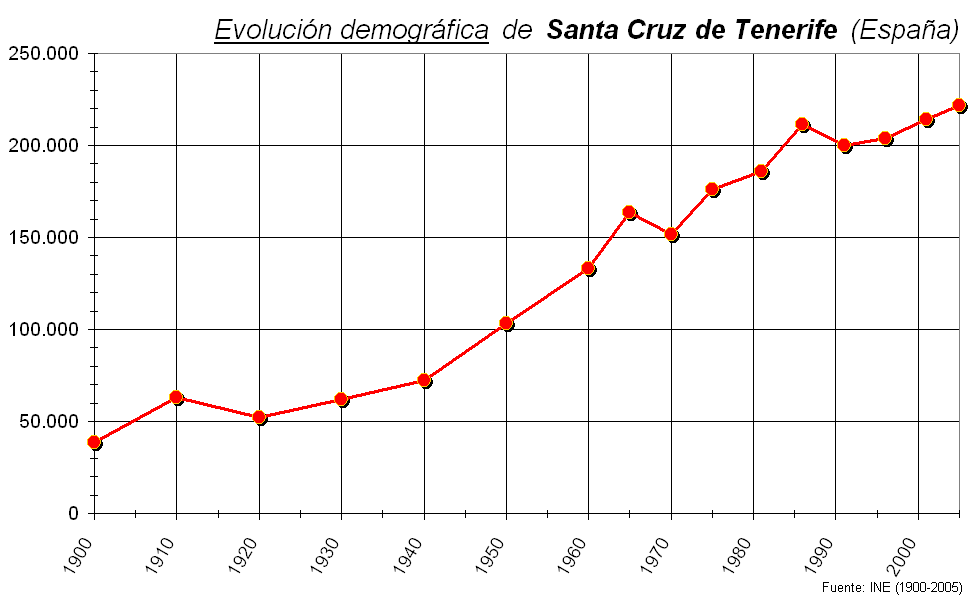
Demografia di Santa Cruz de Tenerife

Santa Cruz de Tenerife ha 221 956 abitanti (INE 2008) ed è la seconda città più popolata delle Isole Canarie. La maggior parte della popolazione professa la religione cattolica, ma vi è anche una vasta comunità di indù e musulmani.
In confronto con la vicina città di San Cristóbal de La Laguna, che è la sede del vescovado di Tenerife, tradizionalmente la città di Santa Cruz de Tenerife ha avuto un carattere molto più laico. Questo fatto ha dato origine a istituzioni di profonda tradizione secolare nella città, come il Tempio massonico di Santa Cruz de Tenerife, che era uno dei più grandi centri massonici in Spagna.
L'area metropolitana di Santa Cruz de Tenerife è la quattordicesima più grande di Spagna e comprende i comuni di San Cristóbal de La Laguna, El Rosario e Tegueste per una popolazione complessiva di circa 400 000 persone.

## Infrastrutture e trasporti
A Santa Cruz si trova l'Hospital Universitario Nuestra Señora de Candelaria, il più grande complesso ospedaliero delle Isole Canarie.
La città è servita da una rete tranviaria che al 2011 è formata da due linee:
- la 1, che collega Plaza de Espana con il quartiere Trinidad della vicina città di San Cristóbal de La Laguna;
- la 2, che collega il quartiere Tincer a La Cuesta di San Cristóbal.

La comunicazione marittima si sviluppa principalmente nel Porto di Santa Cruz de Tenerife, principale porto cittadino da dove partono traghetti verso le altre isole dell'arcipelago e verso Cadice. Questo porto è inoltre particolarmente legato all'arrivo delle navi da crociera che lo rendono un importante porto turistico.

## Cultura

### Carnevale

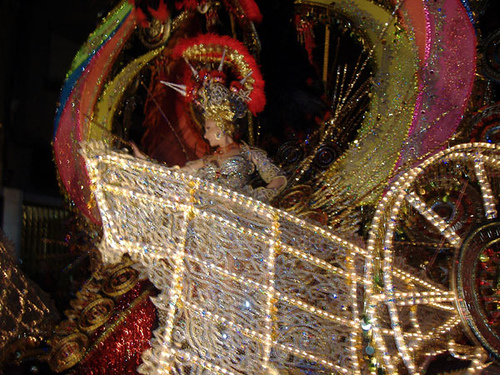
Carnevale di Santa Cruz de Tenerife

Il più noto festival è il Carnevale di Santa Cruz de Tenerife, che è considerato uno dei più grandi del mondo. La data della celebrazione varia ogni anno, anche se spesso cade nei mesi di gennaio o febbraio. Durante l'era di Franco, le manifestazioni si sono tenute con il nome di "Celebrazioni d'Inverno" dal momento che erano state vietate le celebrazioni carnevalesche.
Altre celebrazioni importanti sono:
- Giorno della Santa Croce: 3 maggio. Questa giornata commemora la fondazione della città di Santa Cruz de Tenerife.
- Festa di San Giacomo: 25 luglio. Santo patrono di Santa Cruz de Tenerife, e anniversario della sconfitta dell'ammiraglio Horatio Nelson.

### Cinema
Dal secolo XXI si svolge il CECAN (Centro Centro de Estudios de Cine de Canarias) in associazione con la Scuola Internazionale di Cinema e TV di San Antonio de los Baños a Cuba.

### Influenza massonica
Santa Cruz de Tenerife è caratterizzata, tra l'altro, dall'influenza della Massoneria esibita da alcuni degli edifici storici più importanti della città, un'influenza palpabile anche sul piano della città.
La città aveva un numero significativo di sindaci e politici affiliati alla Massoneria, soprattutto tra il XIX e l'inizio del XX secolo. In questa città fu fondata nel 1895 la Loggia Añaza, che fu una delle più importanti officine massoniche in Spagna nel XX secolo e contribuì a consolidare la Massoneria nelle Isole Canarie e a diffondere la cultura e le idee di progresso nella società canaria dell'epoca. Sotto i suoi auspici sarà costruito il Tempio massonico di Santa Cruz de Tenerife, situato in Calle San Lucas e che è stato il più grande centro massonico della Spagna fino all'occupazione militare del regime franchista.
L'influenza del simbolismo massonico sull'architettura e l'urbanistica della città è stata oggetto di vari studi accademici, dalle opere del professor Sebastián Hernández Gutiérrez dell'Università di Las Palmas de Gran Canaria, attraverso gli studi del professor David Martín López di l'Università di Granada. Più recentemente quelle dell'architetto Carlos Pallés, curatore delle mostre "Rostros de La Logia Añaza" e "Masonería y Sociedad" tenutesi nel 2014.

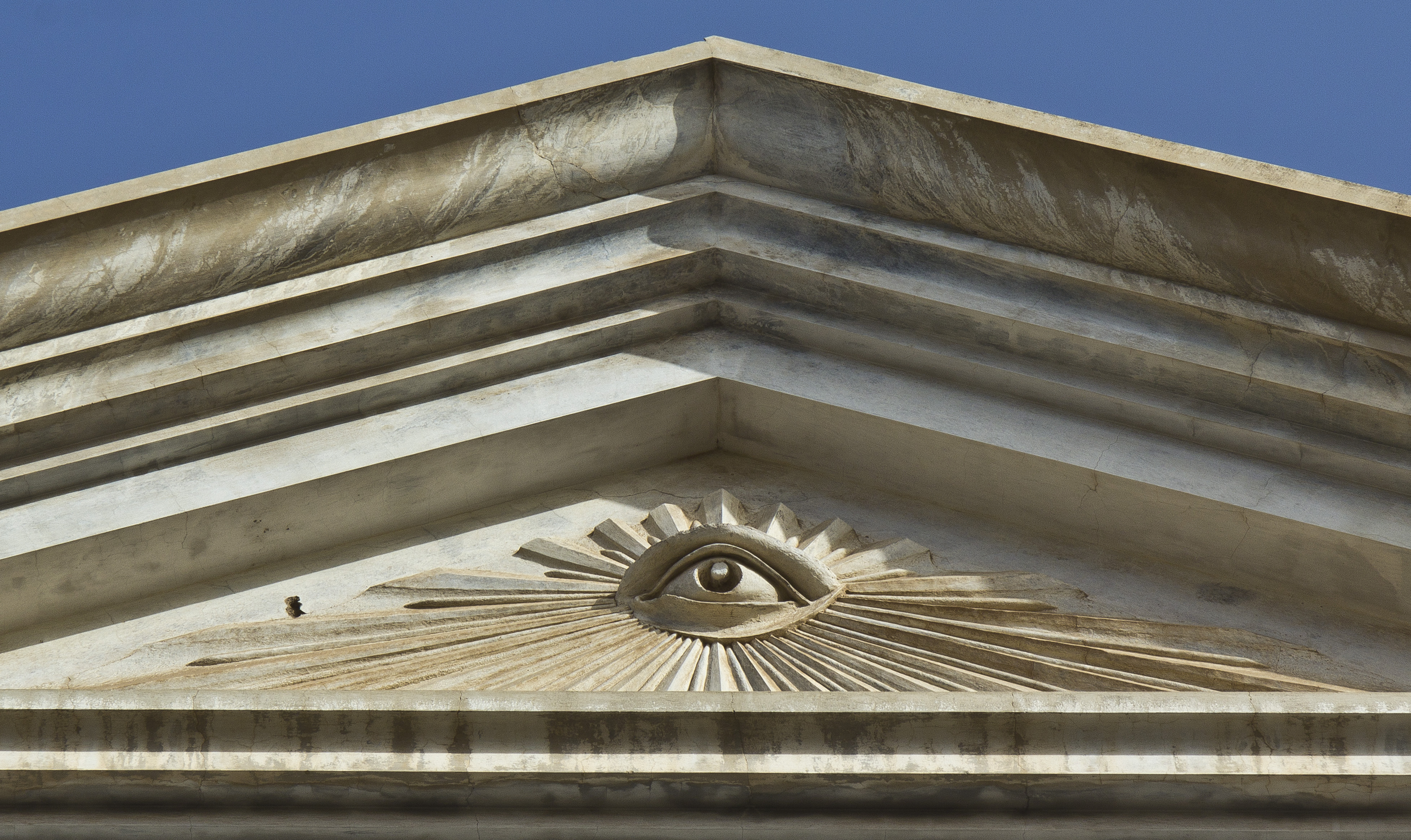
L'Occhio della Provvidenza, sulla facciata del Tempio massonico di Santa Cruz de Tenerife.

Melchor Padilla, professore di Geografia e Storia all'Università di La Laguna, sostiene che unendo alcuni degli edifici e delle enclavi con i simboli massonici della città, formano un pentacolo o una stella a cinque punte che si estenderebbe attraverso il centro della città e il cui centro sarebbe il Parco García Sanabria.
Nel 2016 si è tenuto a Santa Cruz de Tenerife un congresso massonico internazionale a cui hanno partecipato 17 consigli supremi regolari di diversi paesi del mondo. Al congresso hanno partecipato circa 300 persone. Attualmente sono diversi gli itinerari turistici a tema massonico che vengono organizzati in città.
Alcuni degli edifici e dei luoghi con simboli massonici della città sono:
- Palacio Insular de Tenerife
- Palazzo della Camera di Commercio
- Parco García Sanabria
- Cimitero di San Rafael e San Roque
- Museo municipale di belle arti di Santa Cruz de Tenerife
- Tempio massonico di Santa Cruz de Tenerife

## Sport
La squadra calcistica cittadina è il Club Deportivo Tenerife, club professionistico nato nel 1912 che gioca nello stadio cittadino Heliodoro Rodríguez López.
Un altro sport particolarmente popolare è la pallacanestro: la città è sede del Real Club Náutico de Tenerife de Baloncesto, squadra fondatrice della Liga ACB.

## Amministrazione

### Gemellaggi
- Cadice
- Aranda de Duero
- Santa Cruz
- San Antonio
- Caracas
- Santa Cruz
- Rio de Janeiro
- Nizza
- Santa Cruz del Norte
- Città del Guatemala

## Galleria d'immagini

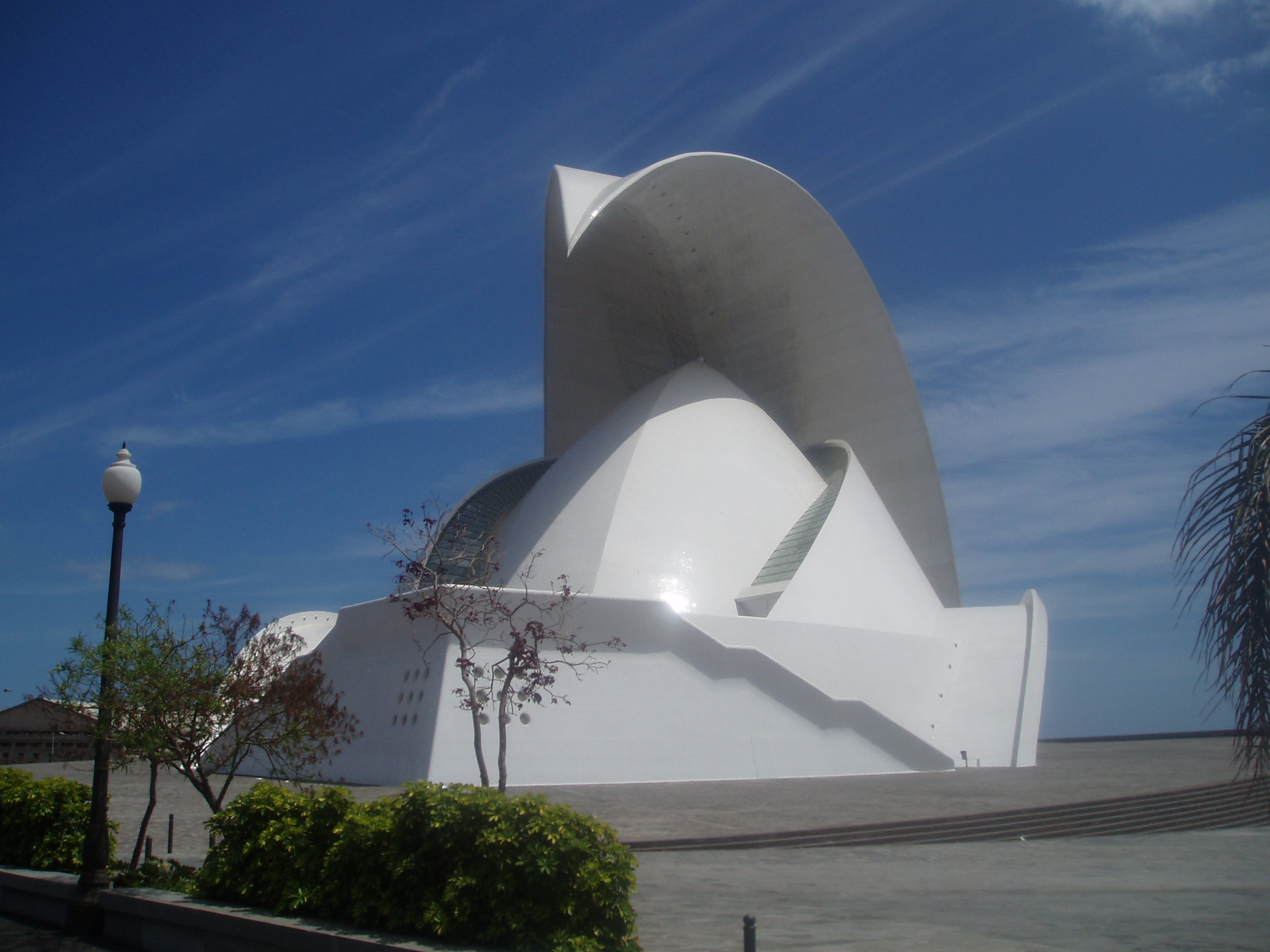
Auditorium di Tenerife
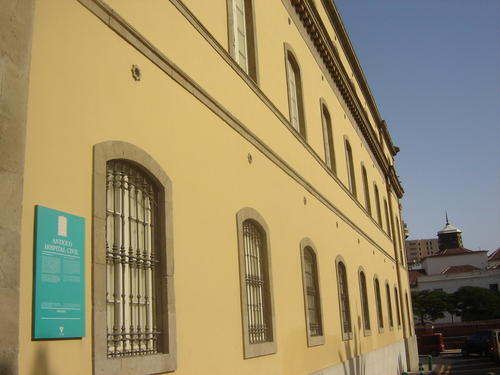
Museo de la Naturaleza y el Hombre
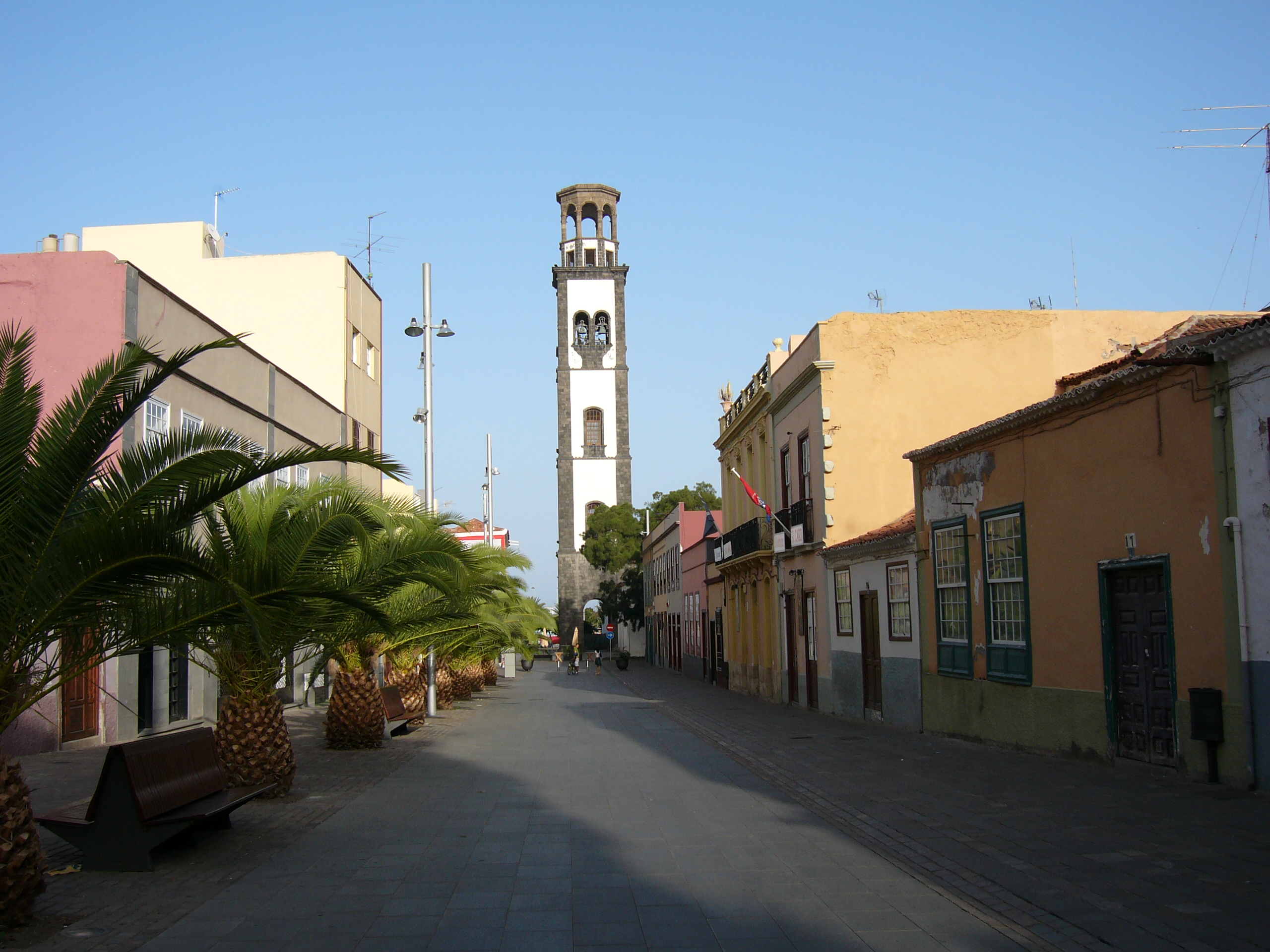
Iglesia Matriz de la Concepción (lo stile toscano)
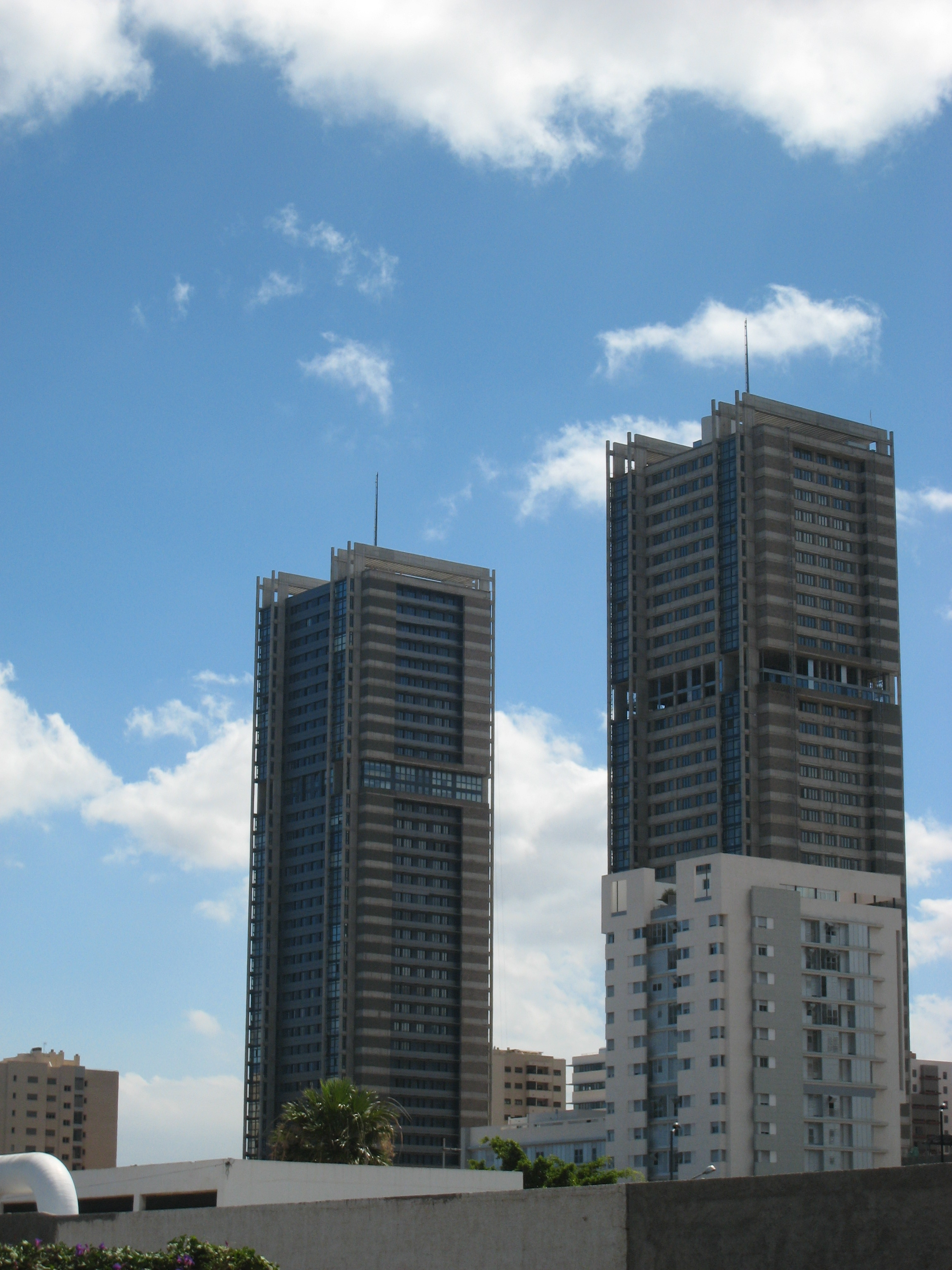
Torres de Santa Cruz
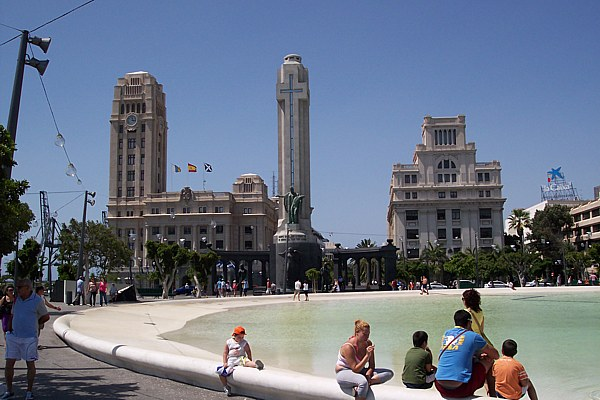
Plaza de España
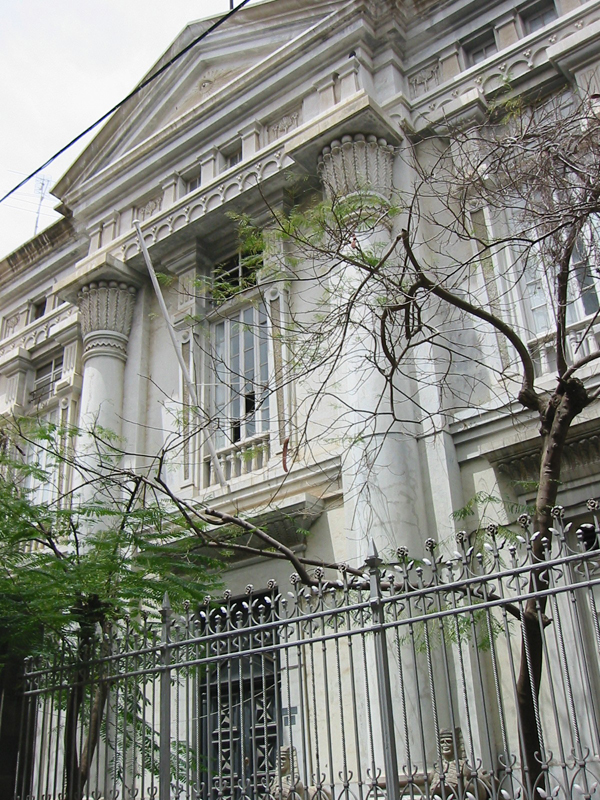
Tempio massonico di Santa Cruz de Tenerife